# پوشکین ۲۲۰۸
سیارک ۲۲۰۸ (به انگلیسی: 2208 Pushkin، نامگذاری:1977QL3) دو هزار و دویست و هشتمین سیارک کشف شده‌است که در ۲۲ اوت ۱۹۷۷ کشف شد.
قدر مطلق سیارک برابر ۱۰٫۹۶ است.